# Habsthal
Habsthal ist ein Teilort Weitharts, eine von acht Ortschaften der baden-württembergischen Gemeinde Ostrach im Landkreis Sigmaringen.

## Geographie

### Geographische Lage
Habsthal liegt etwas mehr als sechs Kilometer nordöstlich vom Hauptort Ostrach. Im Süden grenzt Habsthal an den Ostracher Teilort Levertsweiler, im Westen an das Waldgebiet Weithart und Hausen am Andelsbach (zu Krauchenwies), im Norden an Rosna (zu Mengen) sowie im Osten an die Ostracher Teilorte Eimühle und Bernweiler.

### Ausdehnung des Gebiets
Nach Zusammenlegung der Gemarkungen, Neuvermessung und Feldwegregulierung umfasst die gesamte Markungsfläche Habsthals seit dem Jahr 1903 635 Hektar.

### Schutzgebiete

#### Biotope
In Habsthal sind einige Biotope – bestimmte Lebensräume einer in diesem Gebiet vorkommenden Lebensgemeinschaft (Biozönose) – ausgewiesen, kleinste Einheiten der Biosphäre. Im Bereich des Naturschutzes und der Landschaftspflege werden Biotope aus pragmatischen Gesichtspunkten zu Biotoptypen zugeordnet. Der Biotopschutz ist eine Strategie innerhalb des Naturschutzes. Sein Ziel ist in der Regel die Erhaltung von Populationen gefährdeter und schutzwürdiger Tier- und Pflanzenarten durch besonderen Schutz und Erhalt ihrer Lebensräume.
Die folgende, noch unvollständige, sortierbare Liste führt die Biotope innerhalb Habsthals, Namen und Nummern entsprechen den amtlichen Bezeichnungen.
| SG-Nr.       | Name                                                           | Größe (ha) | Höhe (ü NN) | NR  | KO | Erfassung                          | Bemerkung/en | Bild |
| ------------ | -------------------------------------------------------------- | ---------- | ----------- | --- | -- | ---------------------------------- | --- | ---- |
| 180214370932 | Feldhecke nordöstlich von Habsthal                             | 0,0787     | 590 bis 610 | DAP |    | 17. August 1996 17. September 2011 | Geschlossene, fünf Meter hohe von Schlehe und Hasel geprägte Feldhecke. |      |
| 180214370933 | Feldhecke an der K8240 nordöstlich von Habsthal                | 0,0173     | 587         | DAP |    | 17. August 1996 17. September 2011 | 2 Teilflächen. Geschlossene straßenbegleitende Feldhecke auf einer flachen ost-exponierten Böschung. |      |
| 180214370935 | Feldhecke II an der L286 nördlich bis östlich von Habsthal     | 0,3035     | 620 bis 627 | DAP |    | 17. August 1996 17. September 2011 | 6 Teilflächen. Gehölzartenreiche straßenbegleitende Feldhecken auf zum Teil sehr steilen Böschungen mit artenreicher Saumvegetation.                                                                            |      |
| 180214370936 | Feldhecke nordwestlich von Habsthal                            | 0,0388     | 638         | DAP |    | 18. August 1996 17. September 2011 | Lückige Feldhecke auf einer süd-exponierten Böschung entlang eines asphaltierten Wirtschaftswegs. |      |
| 180214370937 | Hohlweg und Feldgehölz am nordwestlichen Ortsrand von Habsthal | 0,6641     | 620 bis 635 | DAP |    | 18. August 1996 17. September 2011 | Der Biotop ist ein Gebiet von lokaler Bedeutung und guter Ausprägung, der gut ausgeprägte, etwa zehn bis fünfzehn Meter tief eingeschnittene Hohlweg stellt ein Beispiel für eine historische Nutzungsform dar. |      |
| 180214370942 | Feldhecke III östlich von Habsthal                             | 0,0100     | 611         | DAP |    | 18. August 1996 17. September 2011 | Dichte Feldhecke auf einer rund sechs Meter breiten und bis fünf Meter hohen, recht steilen ost-exponierten Böschung entlang eines asphaltierten Wirtschaftsweges an einem nordost-exponierten Hang.            |      |
| 180214370944 | Feldgehölz westlich des Klosters Habsthal                      | 0,3552     | 631         | DAP |    | 18. August 1996 17. September 2011 | Geschlossenes, etwa 15 Meter breites Feldgehölz von prägender Bedeutung für das Landschaftsbild auf einer nordost-exponierten Böschung an einem ebenso exponierten Hang.                                        |      |
| 280214370051 | Feuchtgebiet W Habsthal                                        | 0,2420     | 647         | DAP |    | 5. Februar 1990                    | Moorbereich und Feuchtbiotop. |      |
| 280214370361 | Buchenwälder NW Habstal                                        | 2,4675     | 620 bis 647 | DAP |    | 6. Mai 2000                        | 2 Teilflächen. Seltene naturnahe Waldgesellschaft. |      |

## Geschichte

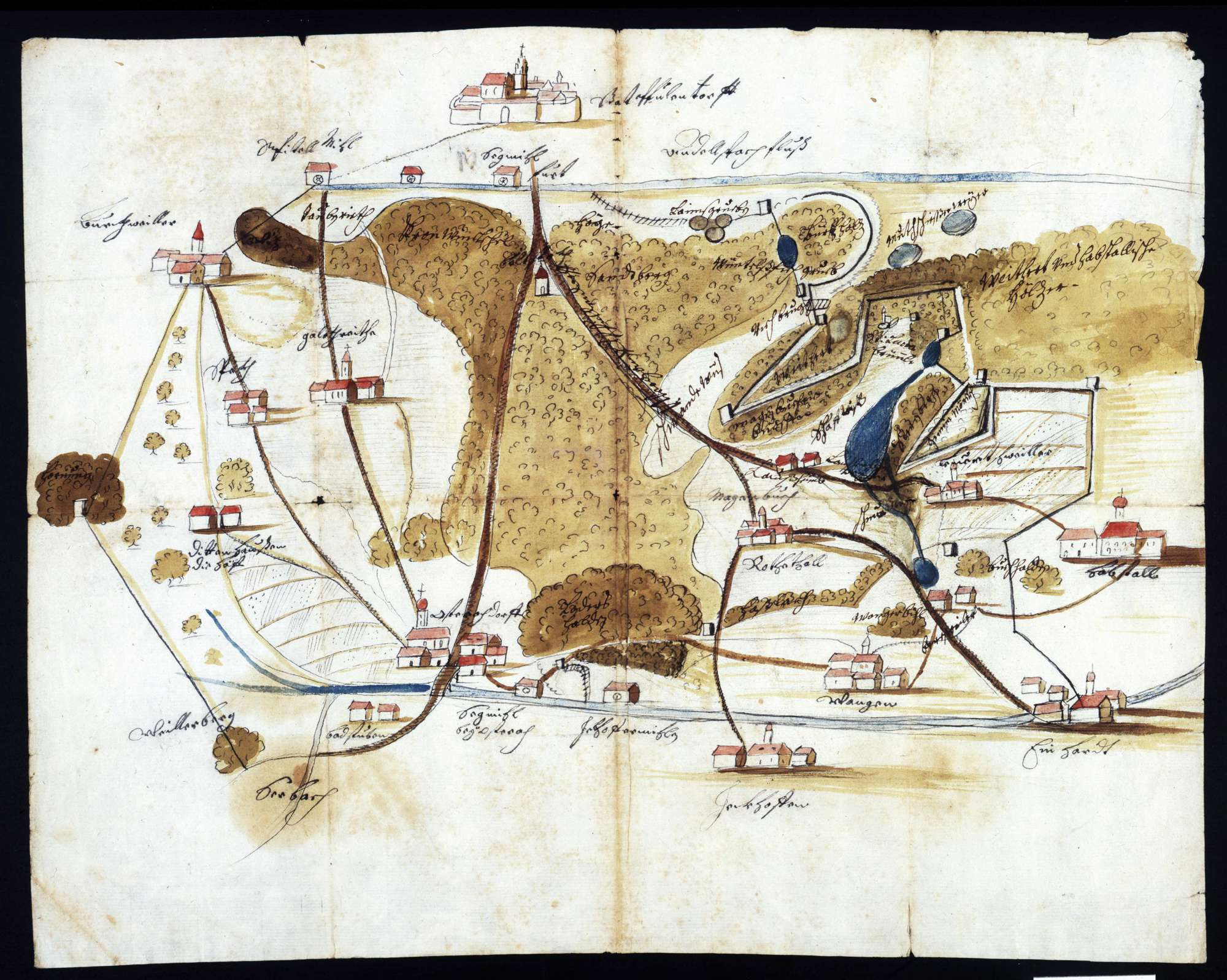
Habsthal auf einer Karte mit der „Beschreibung des ostrachischen Bezirks“ aus dem Jahr 1697

Erste Spuren im Gebiet des heutigen Habsthals fanden sich nordwestlich im Gewann „Fohrenstock“. 1854 wurden durch Carl Freiherr von Mayenfisch, seit 1846 Leiter der Fürstlich Hohenzollerischen Sammlungen und der Bibliothek in Sigmaringen, hier drei Grabhügel geöffnet, die Grabbeigaben konnten der späten Hallstattzeit um 500 v. Chr. zugeordnet werden.
Die Römer unterwarfen 15 v. Chr. die im Alpenvorland zwischen Bodensee und Inn siedelnde keltische Stämmegruppe der Vindeliker und kultivierten das Gebiet. Zwei Römerstraßen führten am heutigen Habsthal vorbei: eine von Altshausen über Ostrach, Wangen, Bernweiler, Habsthal und Krauchenwies nach Sigmaringen, eine andere von Pfullendorf über Mottschieß nach Mengen. 1894 wurde beim Habsthaler Wirtshaus ein aus Bronze gefertigter römischer Sporn (ursprünglich ‚Spieß‘, allgemein ‚ein Werkzeug zum Stoßen oder Stechen‘) gefunden.
Im Jahr 1259 schenkte Pfalzgraf Hugo von Tübingen den Ort an die Dominikanerinnen des Klosters Mengen, das wahrscheinlich unmittelbar danach nach Habsthal verlegt wurde und in der Folgezeit mit Rosna und Bernweiler eine eigene Herrschaft bildete.
1806 gelangten Habsthal und das Kloster durch die Rheinbundakte in das Eigentum der Herrschaft Hohenzollern-Sigmaringen. In den Jahren 1829 bis 1833 wurde die Leibeigenschaft der Bewohner Habsthals aufgehoben, zur Mitte des 19. Jahrhunderts die Zehnt abgelöst.
1903 legte man oberhalb des „Herrenbrünneles“ einen neuen Friedhof für die Gemeinden Rosna und Habsthal an. Der alte Friedhof an der Klostermauer seitlich des unteren Tors, der seit 1680 als Grablege gedient hatte, wurde geschlossen und 1966 eingeebnet. Heute befindet sich an der Stelle eine kleine Grünanlage mit zwei Kriegerdenkmalen (siehe unten).
Das im Jahr zuvor erbaute Schulhaus und sieben Anlieger bekamen 1907 Wasseranschlüsse. 1932 erhielt der Ort eine Kanalisation. Erst 1965 wurde Habsthal an die heutige Wasserversorgung mit einem Brunnen im Habsthaler Ried und einem Hochbehälter auf dem Habsthaler Spitz angeschlossen.
Im Zuge der Gebietsreform in Baden-Württemberg wurde die Gemeinde Habsthal mit dem Ort Bernweiler am 1. Oktober 1974 nach Ostrach eingemeindet und bildet seitdem zusammen mit Einhart und Levertsweiler die Ortschaft Weithart.

### Ortsname
Auf „thal“ endende Ortsnamen sind meist mit der Person der einstigen Besitzer verbunden, so ist Habsthal offenbar das alte Habuchestal. Habuccho oder Habech erinnert wahrscheinlich an das Anwesen des Habesch. Folgende Ortsnamen werden in den vergangenen Jahrhunderten genannt: Habuchotal (786), Habechental (1012), Habechesdal (1059), Habstal (1259), Habsthaal (1259), Habestal (1276), Hapstal (1302), Habchstal (1358), Hapchstal (1362), Habstall (1520) sowie Haabsthall (1740).

### Einwohnerentwicklung
In Habsthal wurden 1875 132 Einwohner gezählt, 1905 181, 1961 waren es 220, 1992 100, 135 im Jahr 2010 und 123 im Jahr 2014.
| 1875 | 1905 | 1961 | 1970 | 1992 | 2010 | 2014 |
| ---- | ---- | ---- | ---- | ---- | ---- | ---- |
| 132  | 181  | 220  | 177  | 100  | 135  | 123  |

## Politik

### Ortsvorsteher
Ortsvorsteher Habsthals ist Alois Müller, sein Vertreter ist Dominic Osswald. Beide wurden im Mai 2014 vom Ortschaftsrat gewählt und bestätigt.

#### Ehemalige Bürgermeister
1875 war Anton Burkart Bürgermeister und Standesbeamter, Gemeinderat und -rechner E. Frick sein Stellvertreter. Nachdem die Stelle des Bürgermeisters zuvor sieben Jahre nicht besetzt war, wurde Schmiedemeister Franz Burkhart 1902 in das Amt gewählt. Burkhart wohnte im Haus der ehemaligen Klosterschmiede beim alten Gottesacker.

### Wappen
| Wappen des Ostracher Teilorts Habsthal | Blasonierung: „In geteiltem Schild oben in Gold eine dreilatzige rote Fahne, unten in Rot ein stehender goldener Hirsch.“ |
| Wappen des Ostracher Teilorts Habsthal | Wappenbegründung: Die rote Fahne auf goldenem Grund im 1951 vom Innenministerium Württemberg-Hohenzollern verliehenen Wappen ist das Wappen der Pfalzgrafen von Tübingen, auf deren Besitz 1259 das Habsthaler Kloster angesiedelt wurde, der Hirsch deutet auf die spätere Herrschaft der Grafschaft Sigmaringen. |

## Kultur und Sehenswürdigkeiten

### Bauwerke

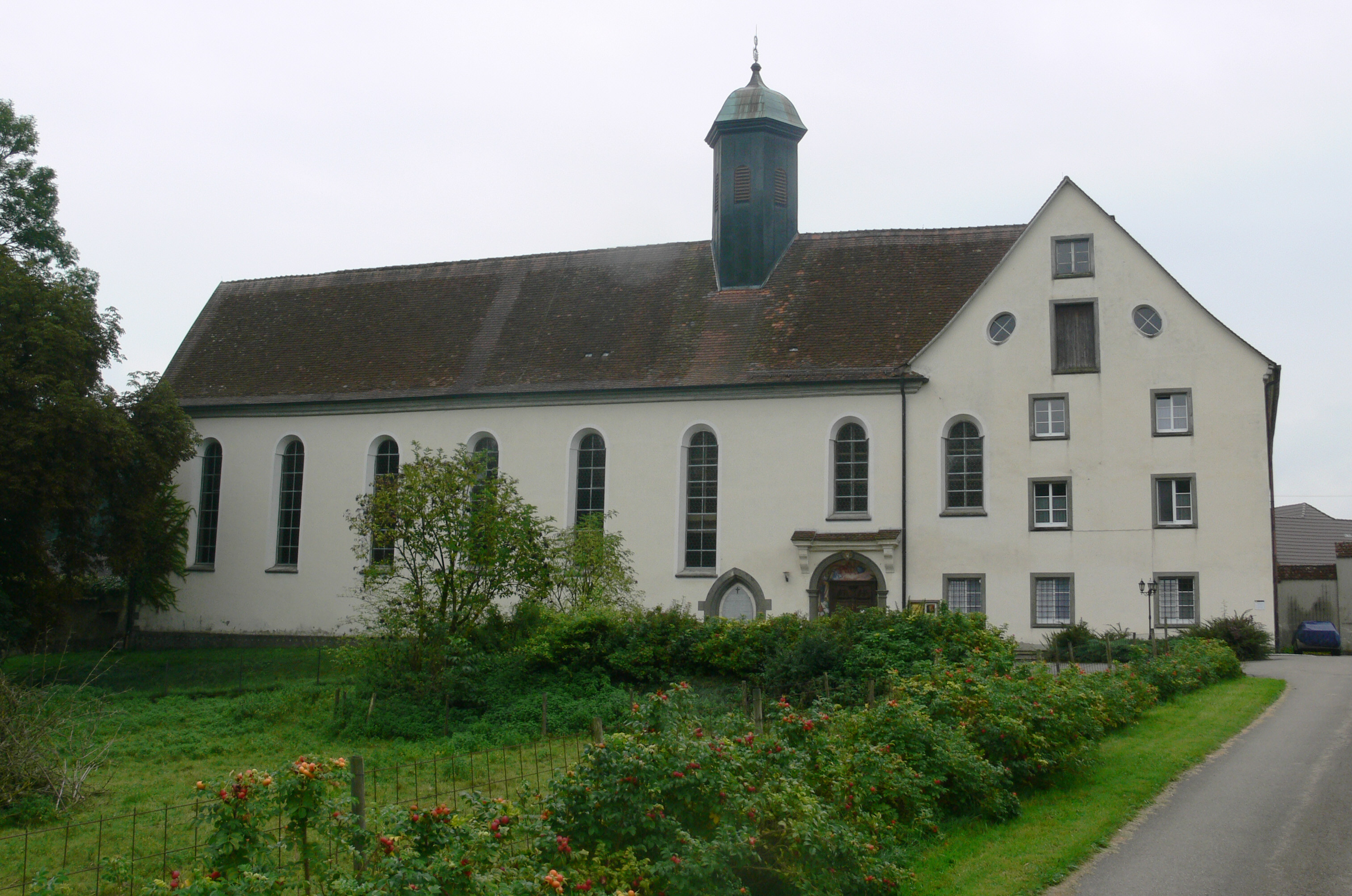
Kloster Habsthal

- Das Kloster Habsthal, eigentlich Benediktinerinnenkloster Unserer Lieben Frau Habsthal, ist ein von Benediktinerinnen genutztes Kloster. Es ist ein wenig bekanntes barockes Kleinod in Oberschwaben. Die Klosterkirche St. Stefan birgt eine Menge künstlerischer Schätze und verdeutlicht in den Kunstwerken die Marienverehrung, die im Mittelpunkt ihrer fast 600 Jahre ansässigen Theologie stand. Dies widerspiegelt sich heute noch in der barocken Ausstattung der Kirche.
- Die 1776 erbaute ehemalige Zehntscheuer ist die größte Baden-Württembergs, die im Originalzustand erhalten ist. Das auch „Fruchtkasten“ oder „Roßbau“ genannte Gebäude bot dem Forstwart ab 1892 eine Dienstwohnung und diente unter anderem der Gemeinde Habsthal bis 1962 als Feuerwehrschuppen.[9] Heute steht es unter Denkmalschutz, ist in Privatbesitz und wird zum Teil als Wohngebäude genutzt.

### Denkmale
Zwischen Ziegelbühl und Klosterstraße stehen zwei Kriegerdenkmale. Das eine, aus einem Granit-Findling hergestellt, erinnert an die „bis zum Jahr 1903 Verstorbenen und im Kriege 1870/71 Gefallenen der Gemeinden Habsthal-Rosna“, das andere wurde „den Gefallenen und Vermissten von 1914–1918 und 1939–1945“ errichtet.

## Wirtschaft und Infrastruktur

### Verkehr
Habsthal, Station der Oberschwäbischen Barockstraße, befindet sich mit Ostrach im Verkehrsverbund Neckar-Alb-Donau (NALDO) und seit dem 1. Januar 2009 auch im Bodensee-Oberschwaben Verkehrsverbund (bodo).

### Pilger- und Wanderwege
Neben einigen von der Gemeinde Ostrach ausgeschilderten lokalen Wanderwegen verlaufen durch Habsthal die „Schleife 2“ und die „Schleife 3“ des Oberschwäbischen Pilgerwegs sowie der „Habsthaler Jakobsweg“, eine Etappe des Via Beuronensis. Ziel aller Jakobspilger ist die Kathedrale im spanischen Santiago de Compostela.

## Persönlichkeiten
- Franz Xaver Mezler (1756–1812), Mediziner, eröffnete 1807 eine „Erziehungsanstalt für bürgerliche Mädchen“ in Habsthal
- Karl Ruggaber (1886–1936), SPD-Landtagsabgeordneter, Opfer des Nationalsozialismus
- Tutilo Gröner (1899–1977), Benediktiner und Maler der Beuroner Kunstschule